# أوتو فون بولشفينغ
أوتو ألبريشت ألفريد فون بولشفينغ Otto Albrecht Alfred von Bolschwing (15 أكتوبر 1909 – 7 مارس 1982) ضابط مخابرات ألماني خدم في المخابرات التابعة للقوات الخاصة النازية (الإس إس) وحصل على رتبة هاوبت شتورم فورر، وفي المخابرات النازية الألمانية قبل نهاية الحرب العالمية الثانية، ثم بعد الحرب لصالح وكالة الاستخبارات المركزية (CIA) في أوروبا ثم في كاليفورنيا. كما كان رجل اقتصاد ورجل أعمال دولي.
ففي خلال الحقبة النازية عمل ضابط مخابرات لصالح الاستخبارات الألمانية النازية (SD) في فلسطين تحت الانتداب ورومانيا، حيث شارك في التحريض على أحداث تمرد الفيلق ومذبحة بوخارست في عام 1941. وكان فون بولشفينج أيضًا من أوائل المتعاونين مع أدولف أيخمان في مكتب الشؤون اليهودية في برلين. وفي عام 1945 تخلى عن ولائه السابق لألمانيا النازية وانضم إلى المقاومة النمساوية.
بعد الحرب العالمية الثانية واصل فون بولشفينج العمل كعميل استخبارات في النمسا وألمانيا الغربية، في البداية لصالح منظمة جيلين وبعد ذلك لصالح وكالة المخابرات المركزية.
هاجر إلى الولايات المتحدة في عام 1954، حيث بدأ حياة مهنية ناجحة كمدير تنفيذي لشركة. وكشفت وزارة العدل الأمريكية في وقت لاحق عن انتماءاته النازية السابقة وتورطه المشتبه به في جرائم حرب، وأُجبر على التنازل عن جنسيته الأمريكية في عام 1981.

## حياته
ولد أوتو ألبريشت ألفريد فون بولشفينغ في في 15 أكتوبر 1909 في شونبروخ في مقاطعة بارتنشتاين في شرق بروسيا ( وهي الآن: شكوركووفو في بولندا). وكان الأصغر بين خمسة أطفال في عائلة أرستقراطية.
والده هو الأرستقراطي البروسي ريتشارد أوتو فيلهلم فرديناند فون بولشفينغ، خدم كضابط في سلاح الفرسان في الجيش الإمبراطوري الألماني خلال الحرب العالمية الأولى، وقُتل أثناء القتال على الجبهة الشرقية في أكتوبر 1914.
التحق فون بولشفينغ بمدرسة ثانوية في كونيغسبيرغ، وأنهى دراسته الثانوية في عام 1926. درس القانون والاقتصاد في جامعة سيليزيا فريدريش فيلهلم في بريسلاو وجامعة لندن، حيث درس علم التمويل الاقتصادي واللغات، وأصبح يجيد اللغتين الإنجليزية والفرنسية ، بالإضافة إلى لغته الأم الألمانية. وخلال فترة وجوده في لندن، عمل فون بولشفينغ كموظف في شركة شحن هي  شركة ماك أندرو وشركاه MacAndrew & Co.
أثناء درساته بكلية الحقوق في جامعة هامبورغ، واصل فون بولشفينغ مسيرته المهنية في التجارة الدولية، حيث عمل في الفرع التابع لشركة سي إيليز وشركاه في شرق آسيا من عام 1928 إلى عام 1930. وتم تعيينه لاحقًا في برلين وفيينا كمدير لشركة أوبيرون للاستثمار والتطوير. وفي عام 1931، استحوذ فون بولشفينغ على ملكية مصنع للجير في منطقة سيليزيا العليا، وبدأ أيضًا العمل "كممثل قاري" لاتحاد شركات استثمارية مقرها لندن. ومن خلال هذا العمل كان يسافر بكثرة في جميع أنحاء وسط وجنوب شرق أوروبا.

## عمله في المخابرات الألمانية
انضم فون بولشفينغ إلى الحزب النازي في 1 أبريل 1932. وأرسل في نفس العام إلى بلغاريا كممثل لبنك إندوستري أوبليغاتسيون، وهي مؤسسة استثمارية في دوسلدورف، للتفاوض بشأن تركيب معدات هاتفية ألمانية الصنع في البلقان وآسيا الصغرى. كما سافر أيضًا إلى فلسطين تحت الانتداب لاستكشاف الفرص التجارية المحتملة.
وفي هذا الوقت، بدأ فون بولشفينغ أيضًا شراكة مع وزارة الخارجية الألمانية، لتزويد الوزارة بمعلومات سياسية واقتصادية قيمة تم جمعها أثناء رحلاته إلى الخارج. وبعد استيلاء النازيين على السلطة في عام 1933، أصبح فون بولشفينج عميلًا في المخابرات الألمانية النازية (الإس دي) وكذلك في المخابرات التابعة لقوات الأمن الخاصة (الإس إس) وبهذه الصفة عاد إلى فلسطين تحت الانتداب البريطاني عام 1934.
وبصفته عميلًا سريًا للإس دي، تم تكليفه بجمع المعلومات الاستخبارية السياسية المتعلقة بالعمليات البريطانية في فلسطين تحت الانتداب. وفي سياق عمله الاستخباراتي، تظاهر فون بولشفينغ بأنه راهب في مدينة الناصرة، وعمل لاحقًا تحت غطاء تجاري كمستورد في حيفا والقدس. ومن خلال عملياته التجارية، أقام فون بولشفينغ اتصالات مع فيفيل بولكس، أحد كبار قادة منظمة الهاغاناه الصهيونية المسلحة. وفي سلسلة من المفاوضات السرية، توسط فون بولشفينغ وبولكس في اتفاق تسمح فيه قوات الإس الإس النازية للهاغاناه بتشغيل معسكرات تجنيد وتدريب في ألمانيا حيث يتلقى الشباب اليهود تعليمًا شبه عسكري وتشجيعًا للهجرة إلى فلسطين للانضمام إلى النضال من أجل إقامة دولة يهودية. وفي المقابل، وافقت الهاغاناه على تزويد المخابرات الألمانية النازية بمعلومات استخباراتية تتعلق بالأنشطة السياسية والعسكرية البريطانية في فلسطين.
كانت جهود فون بولشينج تهدف إلى خدمة عدة عناصر مختلفة من السياسة الخارجية النازية. ومن أهمها جعل فلسطين مسؤولية سياسية لا يمكن السيطرة عليها بالنسبة للبريطانيين. فإنشاء وطن لليهود في الشرق الأوسط من شأنه أيضًا أن يوفر للرايخ الثالث موقعًا يمكنه من خلاله طرد مواطنيه اليهود غير المرغوب فيهم. وفي الوقت نفسه الذي كان يساوم فيه بولكس، كان فون بولشفينغ يجتمع أيضًا سرًا مع القادة العرب في محاولة لتشجيعهم على تشكيل جبهة موحدة مع الصهاينة المتشددين من أجل تنظيم تمرد ضد الوجود البريطاني في فلسطين. وكشفت السلطات البريطانية في نهاية المطاف عن الجهود السرية التي بذلها فون بولشفينغ لصالح قوات الأمن الخاصة (الإس إس)، وتم طرده في نهاية المطاف من فلسطين في منتصف عام 1936.

## مكتب الشئون اليهودية
بعد عودته إلى ألمانيا ذهب فون بولشفينغ للعمل في مقر المخابرات الألمانية النازية (الإس دي) في برلين، حيث انضم إلى فريق عمل ليوبولد فون ميلدنشتاين، وهو مدير مكتب الشؤون اليهودية في الإس دي، وعمل كمستشار في قضايا الصهيونية وأحوال فلسطين تحت الانتداب البريطاني. وفي هذا العمل سيقوم فون بولشفينغ بتقديم العديد من التقارير والمقترحات السياسية التي تحدد الإجراءات العقابية المختلفة المصممة للقضاء على الوجود اليهودي في ألمانيا من خلال حملة من التهجير القسري والقيود الاقتصادية. وفي يناير 1937 كتب مذكرة تتعلق بالهجرة اليهودية، أشار فيها إلى أعمال الشغب المناهضة لليهود في برلين عام 1935.
واقترح تقرير فون بولشفينغ استخدام هذا النوع من العنف المنظم غيرالقانوني في الشوارع جنبًا إلى جنب مع التدابير البيروقراطية القانونية مثل العقوبات الاقتصادية والضرائب الخاصة ‏ ومراقبة جوازات السفر لتطهير ألمانيا من يهودها. وأعجب هاينريش هيملر بالتقرير، وكلف فون بولشفينغ بالعمل كمستشار أول لنائب مدير مكتب الشؤون اليهودية أدولف أيخمان. ومن 1937 إلى 1938 أصبح فون بولشفينغ المستشار الرئيسي لأيخمان في الأمور اليهودية والصهيونية.
وعلى مدى السنوات التالية، كتب فون بولشفينغ عشرات المذكرات والتقارير التي توضح بالتفصيل الأساليب الإدارية المفيدة التي يمكن من خلالها اضطهاد يهود ألمانيا. وتضمنت اقتراحاته لأيخمان مصادرة الأصول والممتلكات اليهودية، ووضع العلامات على جوازات سفرهم، والسماح لليهود بمغادرة ألمانيا ومنعهم من العودة. وبدلاً من الدعوة إلى القتل الجماعي لليهود، اقترح فون بولشفينغ جعل حياتهم اليومية مرهقة وغير محتملة إلى الحد الذي يجعلهم يختارون مغادرة ألمانيا طوعاً وبشكل دائم.
وسيلعب فون بولشفينغ أيضًا دورًا مركزيًا في التخطيط لزيارة أيخمان عام 1937 إلى فلسطين، بالإضافة إلى ترتيب مؤتمرين سريين في القاهرة وفيينا بين أيخمان ومفاوضه السابق في الهاغاناه فيفيل بولكس لمناقشة النقل المحتمل لليهود الألمان إلى فلسطين. وعززت هذه الأحداث سمعة أيخمان باعتباره أهم خبير يهودي في الإس دي، مما صنع الأساس لمسيرته المهنية اللاحقة كمهندس إداري للهولوكوست.
وتزوج فون بولشفينغ من زوجته الأولى، بريغيته كلينزندورف، في مارس 1938. وأنجبا طفل واحد، هو جيسبرت أوتو ريتشارد إرنست فون بولشفينغ، الذي ولد في يوليو 1939.
وبعد ضم ألمانيا للنمسا، أُرسل أيخمان إلى فيينا وكُلف بمسؤولية صياغة حل " للمسألة اليهودية " في الأراضي المضمومة حديثا. فقام بتعيين فون بولشفينغ ليكون بمثابة المساعد الأساسي له طوال المشروع. وعمل الرجلان معًا لوضع العديد من السياسات المتعلقة بالهجرة القسرية ومصادرة الممتلكات اليهودية التي أوضحها فون بولشفينغ خلال خدمته السابقة في مكتب الشؤون اليهودية في برلين. وأدى هذا التعاون الناجح لكل من أيخمان وفون بولشفينغ، إلى إنشاء الوكالة المركزية للهجرة اليهودية في فيينا. وستصبح هذه الوكالة النموذج الأولي لمنظمات الإس سي (قوات الأمن النازية الخاصة) المشابهة المستخدمة لتنفيذ عمليات ترحيل اليهود في أمستردام وبراغ والعديد من المدن الأوروبية الأخرى.

## الحرب العالمية الثانية

### رومانيا
مع اندلاع الحرب العالمية الثانية في 1 سبتمبر 1939، تحولت السياسة الألمانية تجاه اليهود من الهجرة الطوعية إلى الترحيل القسري. وعاد أيخمان وفون بولشفينغ من النمسا وذهبا للعمل في المكتب الرئيسي لأمن الرايخ (RSHA) المنشأ حديثًا، وهو ذراع الشرطة والأمن للدولة النازية. وتولى أيخمان قيادة الجستابو (في الشؤون اليهودية والإخلاء) بينما تم تعيين فون بولشفينغ في جهاز الأمن الخارجي.و تم تجنيد فولشفينغ رسميا في جهاز قوات الأمن الخاصة النازية (الإس إس) في 30 ديسمبر 1939 وتم منحه رتبة SS-Untersturmführer أونتر شتورم فورر (ملازم ثاني). وسيعمل مرة أخرى كمستشار في الصهيونية وفلسطين لهاينتس يوست مدير عمليات المخابرات الألمانية في الخارج. وكان رئيسه الجديد معجبًا بشدة بقدرات فون بولشفينغ ونسب عائلته الأرستقراطية، واصفًا إياه في إحدى مذكرات الداخلية بأنه "ذكي للغاية ومرن وذو تربية جيدة".
وفي مارس 1940 حصل فون بولشفينغ على تعيين مرموق في السفارة الألمانية في بوخارست في رومانيا بصفته ممثل خاص لحكومة الملك كارول الثاني الاستبدادية. وفي هذا الدور، تم تكليف فون بولشفينغ بإدارة العمليات الاستخباراتية للإس دي SD في رومانيا، بما في ذلك الإشراف على جميع عملاء الإس دي SD العاملين في البلاد.
في بوخارست انضم فون بولشفينج بسرعة إلى الحرس الحديدي القومي المتطرف، وهو الحركة السياسية الفاشية والمعادية للسامية في رومانيا. ولاقت جهود فون بولشفينغ لتعزيز الحظوظ السياسية للحرس الحديدي نجاحًا كبيرًا في البداية. وفي سبتمبر 1940 أجبر المارشال أيون أنتونيسكو، بدعم من الحرس الحديدي، كارول الثاني على التنازل عن العرش ونصب نفسه ديكتاتورًا لرومانيا. وفي ظل النظام الجديد، المعروف باسم دولة الفيلق الوطني، لعب الحرس الحديدي دورًا سياسيًا مهيمنًا، حيث تولى خمسة من أعضائه وزارات الحكومة، بما في ذلك الشؤون الخارجية والداخلية. وتم وضع مجموعة من القوانين المعادية لليهود بسرعة. وتم صياغة العديد منها، مثل التسجيل المطلوب لجميع الممتلكات اليهودية، وفقًا لقوانين مماثلة وضعها أيخمان وفون بولشفينغ في النمسا.
وعلى الرغم من هذه الإنجازات المبكرة، انهار الترتيب السياسي بين أنطونيسكو والحرس الحديدي في أعقاب أحداث مذبحة جيلافا في نوفمبر 1940. وبمبادرة منه، تآمر فون بولشفينج مع قادة الحرس الحديدي هوريا سيما وفاليريان تريفا لتنظيم محاولة عنيفة للإطاحة بحكومة أنتونيسكو. وكان ما يسمى بتمرد الفيلق في 20-23 يناير 1941 مصحوبًا بمذبحة وحشية صادمة ضد يهود بوخارست. وتعرض الحي اليهودي في المدينة للقصف بالقنابل الحارقة وتم نهب وإحراق العديد من المعابد اليهودية على يد فرق الموت التابعة للحرس الحديدي . وقُتل ما يصل إلى 630 شخصًا، 125 منهم من اليهود الرومانيين، في أعمال العنف، مع فقدان 400 آخرين. وقُتل العشرات من اليهود بطريقة بشعة في مسلخ محلي.
تم سحق التمرد في النهاية من قبل الجيش الروماني، الذي ظل مواليًا لأنتونيسكو. وفي أعقاب الانقلاب الفاشل، قام فون بولشفينغ بإيواء ثلاثة عشر عضوًا رفيع المستوى في الحرس الحديدي، من بينهم هوريا سيما وفاليريان تريفا، في مقر إقامة قوات الأمن الخاصة (الإس إس) على أرض السفارة الألمانية في بوخارست، الأمر الذي أثار غضب السفير الألماني مانفريد فرايهر فون كيلينغر. وقام فون بولشفينغ لاحقًا بترتيب هروب قادة الحرس الحديدي من رومانيا إلى بلغاريا. وفي 30 يناير 1941 تمت ترقية فون بولشفينج إلى رتبة هاوبت شتورم فورر SS-Hauptsturmführer (كابتن). ومع ذلك، فإن تدخله الصارخ في الشؤون السياسية الداخلية لرومانيا لم يثير غضب نظام أنتونيسكو فقط، الذي طالبه بالانسحاب الفوري من بوخارست، ولكن أيضًا وزارة الخارجية الألمانية، التي كانت تسعى آنذاك إلى جعل أنطونيسكو حليفًا محتملاً في الغزو الوشيك للاتحاد السوفييتي وقت لاحق من ذلك العام.

### السقوط والسجن
على الرغم من الجدل الشديد الذي أثارته أفعاله في بوخارست، فإن وضع فون بولشفينغ كان حرجا باعتباره مقربا من رئيس العمليات الخارجية للمخابرات الألمانية هاينز يوست، الذي حماه من أي عواقب مهنية في أعقاب أحداث تمرد الفيلق مباشرة. وفي محاولة لإنقاذ حياة تلميذه المهنية، أصدر يوست موافقة "بعد وقوع الأمر" على محاولة الانقلاب ودور فون بولشفينج فيها. في حين أن هذه البادرة من شأنها أن تسمح لفون بولشفينغ بمواصلة العمل كعميل قيادي في الإس دي في الوقت الحالي، إلا أنها فشلت في تهدئة وزير الخارجية الألماني يواكيم فون ريبنتروب واستمر الخلاف بين الأجهزة الأمنية ومكتب الخارجية بشأن الأحداث في بوخارست.
بعد ترك منصبه في رومانيا في مارس 1941، سافر فون بولشفينغ إلى صوفيا ببلغاريا لتسهيل "النقل الآمن" لقيادة الحرس الحديدي إلى المنفى في ألمانيا. وأثناء وجوده هناك، تلقى فون بولشفينغ أوامر من برلين بأن يعمل كرئيس استخبارات للإس دي SD في شمال اليونان خلال هجوم البلقان الوشيك وقتها. وتم تعيين فون بولشفينغ قائدًا لوحدة الإس إس الخاصة في سالونيكي، وشارك في عملية ماريتا، وهي عملية الغزو الألماني لليونان، في أبريل 1941.
وأسس المقر الرئيسي في ميناء سالونيك بعد وقت قصير من احتلال الفيرماخت للمدينة. ومع ذلك، فإن الفترة التي قضاها فون بولشفينغ كرئيس لمخابرات الإس دي SD في شمال اليونان كانت قصيرة للغاية. ففي مايو 1941 وبعد شهر واحد فقط في سالونيك، تم عزله من القيادة بعد أن احتج البعض بأنه "غير مؤهل لمثل هذه الواجبات الشرطية العسكرية".
وفي أغسطس 1941، أُعيد تعيين فون بولشفينغ كضابط مخابرات في هولندا التي تحتلها ألمانيا. وبعد استدعائه إلى برلين في ديسمبر 1941، اكتشف فون بولشفينغ أن الأحداث التي وقعت أثناء غيابه في قيادة أمن الرايخ أدت إلى تقويض وضعه بشكل خطير داخل الأجهزة الأمنية. وكان منصب هاينز يوست الراعي السياسي الرئيسي لفون بولشفينج معرضا للخطر. وبحلول أواخر عام 1941، كان يوست متورطًا في صراع مرير على السلطة مع نائبه فالتر شيلينبرغ ، الذي كان يتمتع بدعم قوي من رئيس جهاز أمن الرايخ راينهارد هايدريش. وتم عزل يوست من منصب مدير عمليات المخابرات الألمانية في الخارج Ausland-SD في مارس 1942. ومع فقدان حماية يوست، تمت إزالة فون بولشفينغ من منصبه في العمليات الخارجية للمخابرات الألمانية Ausland-SD، وتم توبيخه بشدة بسبب عصيانه المزعوم وتجاهله للبروتوكول الدبلوماسي في بوخارست.
وبينما سُمح لفون بولشفينغ بالاحتفاظ برتبته وعضويته في قوات الأمن الخاصة، فقد أصبح فعليًا شخصًا غير مرغوب فيه في جميع أنحاء المنظمة وأجهزتها الأمنية. ومع انتهاء مسيرته المهنية الواعدة مع جهاز أمن الرايخ الآن بشكل نهائي، ذهب فون بولشفينج إلى فيينا، حيث تم إدخاله إلى المستشفى بسبب مرض لم يكشف عنه من يناير إلى يوليو من عام 1942. وتسريحه من الخدمة ألقي الغستابو القبض على فون بولشفينغ في سبتمبر 1942 وسجن في برلين، كعقاب على الأرجح على أفعاله في بوخارست، على الرغم من عدم توجيه أي تهم رسمية ضده على الإطلاق. وبعد سبعة أشهر من الحبس، خرج فون بولشفينغ من السجن في أبريل 1943 وقد شوهت سمعته بشكل لا يمكن إصلاحه.

### النمسا
بعد إطلاق سراحه من السجن، وانتهاء مسيرته المهنية في قوات الأمن الخاصة وطلاقه من زوجته الأولى، حول فون بولشفينغ انتباهه مرة أخرى إلى مجال الأعمال والتجارة. فشارك في مصادرة الممتلكات اليهودية، ساعيًا بشكل انتهازي إلى تطبيق الخبرة التي اكتسبها في مكتب الشؤون اليهودية لتنمية ثروته الضئيلة. وانتقل فون بولشفينغ إلى أمستردام ، حيث حصل على شراكة مربحة مع Bank voor Onroerende Zaken (بنك العقارات)، وهو مصرف استثماري متخصص في الاستيلاء على الأصول والممتلكات المملوكة للمواطنين اليهود في هولندا المحتلة من قبل ألمانيا. وفي منتصف عام 1943، شارك فون بولشفينغ في عملية إضفاء الطابع الآري على شركة شيميفيرما Chemiefirma ، وهي شركة أجهزة طبية مملوكة لليهود سابقًا في هامبورغ. وبعد حصوله بشكل غير قانوني على ملكية الشركة بنسبة 20%، قام فون بولشفينج أيضًا بتسهيل استخدام مكتب الشركة Chemiefirma في فيينا كواجهة لجهاز المخابرات العسكرية الألمانية Abwehr .
وفي أكتوبر 1943، تزوج فون بولشفينغ مرة أخرى، فتزوج روت فون بفاوندلر، وهي مواطنة نمساوية كان شقيقها عضوًا رفيع المستوى في الأو فايف O-5، وهي مجموعة مقاومة نمساوية مناهضة للنازية. وفي أواخر عام 1944، ومع تحول تيار الحرب بشكل حاسم ضد الرايخ الثالث، غادر فون بولشفينغ ألمانيا وانتقل مع عائلته إلى زالتسبورغ في النمسا. وسرعان ما تخلى عن ولاءاته السابقة للحزب النازي وقوات الأمن الخاصة (الإس إس)، وتحت رعاية صهره الجديد، خدم فون بولشفينغ كأحد أنصار المقاومة النمساوية في جبال الألب الشرقية خلال الأشهر الأخيرة من الحرب.
وتم طرد فون بولشفينغ رسميًا من قوات الأمن الخاصة النازية في فبراير 1945، وبحلول أبريل من ذلك العام كان يتعاون بشكل مباشر مع المقر الرئيسي لفرقة المشاة 71 بالجيش الأمريكي . وسرعان ما أثبت نفسه كأحد الأصول القيمة للغاية، حيث قدم معلومات استخباراتية عن تحركات القوات الألمانية وعمل أيضًا كمرشد للقوات الأمريكية خلال الحملة في تيرول.

## فترة ما بعد الحرب

### منظمة غيلين
بعد نهاية الحرب العالمية الثانية في أوروبا، أصبح فون بولشفينغ مرتبطًا بفيلق مكافحة الاستخبارات التابع للجيش الأمريكي (CIC) في زالتسبورغ وعمل لاحقًا لصالح الحكومة العسكرية الأمريكية (OMGUS) في بافاريا من 1945 إلى 1946. وحرصًا على إبعاد نفسه عن الملاحقة القضائية المحتملة بتهمة ارتكاب جرائم حرب، سعى فون بولشفينغ إلى الاستفادة من الحرب الباردة الناشئة ضد الاتحاد السوفييتي من أجل المزيد من التقارب من الأمريكان. وفي أوائل عام 1947، عرض خدماته على مكتب فيينا التابع لمجموعة المخابرات المركزية (CIG)، السلف المباشر لوكالة المخابرات المركزية، ولكن تم رفضه. وفي تقييم معاصر، رفض المسؤولون الأمريكيون فون بولشفينج ووصفوه بأنه انتهازي غير جدير بالثقة، ومغرور، ورجل ذو ولاءات متغيرة.
حصل بولشفينغ على منصب عميل سري في منظمة غيلين، وهي جهاز استخبارات ألماني غربي مدعوم من الولايات المتحدة ويعمل به بشكل أساسي مسؤولون سابقون في الرايخ الثالث. وكان مرتبطًا بالأوسودويم Ausodeom ، الفرع النمساوي لمنظمة Gehlen، وتم تعيينه في فيينا، حيث تخصص في تجنيد عملاء سريين محتملين وتنظيم تسللهم إلى رومانيا والمجر ودول أخرى في الكتلة السوفيتية .
ومع اندلاع الحرب الأهلية اليونانية (1946-1949)، أصبح رؤساء فون بولشفينغ في منظمة غيلين متلهفين للحصول على معلومات حول الأنشطة السوفيتية في البلقان ووجهوه لحشد اتصالاته السابقة بين أعضاء الحرس الحديدي المنفيين من أجل إعادة بناء شبكته الاستخباراتية السابقة في رومانيا. وفي عام 1948، سافر فون بولشفينغ إلى روما بإيطاليا حيث التقى مع كونستانتاين باباناتشي زعيم فصيل من أعضاء الحرس الحديدي السابقين المنفيين، وطلب مساعدته في بناء جهاز تجسس مناهض للسوفييت في رومانيا. ومع ذلك، حققت الشبكة نتائج متواضعة. وكان عدد قليل من رجال الحرس الحديدي مهتمين بمغادرة المنفى والعودة إلى وطنهم كجواسيس، وأولئك الذين فعلوا ذلك شكلوا شبكة استخباراتية تم اختراقها بانتظام من قبل العملاء السوفييت وقدمت معلومات كانت محدودة الأهمية في كثير من الأحيان.
وعلى الرغم من هذه النتيجة الباهتة، كان توظيفه من قبل منظمة جيلين مفيدًا للغاية لفون بولشفينغ شخصيًا. فقد تلقت شبكته مبلغًا يقارب 20000 دولار أمريكي سنويًا للحفاظ على العمليات، بينما كان فون بولشفينج شخصيًا يتمتع بوظيفة غطاء مربحة مع دار نشر جي إم بي إتش Austria Verlags GmbH، وهي دار نشر تمولها الولايات المتحدة. والأهم من ذلك أنه كان قادرًا أيضًا على الاستفادة من علاقاته مع دوائر المخابرات الأمريكية وألمانيا الغربية للحصول على تنظيف لسجله في زمن الحرب من محكمة إزالة النازية النمساوية. ومع ذلك، بحلول عام 1949، فقدت منظمة غيلين الثقة في قدرات فون بولشفينج وبدا أن الإطاحة به من المجموعة وشيكة.

### وكالة الاستخبارات الأمريكية
ومن عجيب المفارقات أنه بينما كان نجم فون بولشفينغ يتلاشي داخل منظمة غيلين، فإن الأحداث أسفرت عن وضع مكنه من تحقيق طموحه الأولي بعد الحرب، وهذا الطموح هو العمل مباشرة لصالح المخابرات الأمريكية. وفي خريف عام 1949، بدأت وكالة المخابرات المركزية (CIA) عملية إصلاح شاملة لأنشطة التجسس التي ترعاها الولايات المتحدة في النمسا في محاولة لتبسيط العمليات لتجهيز النمسا لاحتلال الحلفاء. وتم اتخاذ القرار بحل أوسيدوم Ausodeum وهي الفرع النمساوي لمنظمة غيلين Gehlen، ودمج الأصول السابقة للمجموعة التي اعتبرت الأكثر قيمة في وكالة المخابرات المركزية. وكان فون بولشفينغ من أبرز العملاء الذين سيتم تقييمهم.
وأثناء محاولته للانضمام إلى وكالة المخابرات المركزية، وجد فون بولشفينغ مؤيدًا وهو جيمس إتش كريتشفيلد، رئيس فرع وكالة المخابرات المركزية في بولاخ في ولاية بافاريا، والذي كان سابقًا مسؤول الاتصال الأساسي للوكالة مع أوسوديوم. وعلى الرغم من النتائج المتوسطة لعمليته في رومانيا وقدراته المشكوك فيها كعميل، إلا أن كريتشفيلد نظر إلى فون بولشفينغ باعتباره أحد الأصول المحتملة التي لا تقدر بثمن وله اتصالات مفيدة مع المعادين للسوفييت في جميع أنحاء أوروبا الوسطى والشرقية.
وفي حين رأت وكالات الاستخبارات الأمريكية في عام 1947 أنه من غير المناسب قبول فون بولشفينغ باعتباره يخدم مصالحه الذاتية وغير مخلص ، فإن التكثيف الكبير للحرب الباردة على مدى العامين التاليين دفعها إلى اعتبار هذه الأمور أقل أهمية بحلول عام 1949. كما أثار فون بولشفينغ إعجاب محاوريه في وكالة المخابرات المركزية بادعاءاته بأن المنظمة السابقة التي عمل لصالحها وهي منظمة غيلين، من المحتمل أن تكون قد تعرضت للاختراق من قبل المخابرات السوفيتية بسبب اعتمادها على ضباط الفيرماخت السابقين لشغل المناصب العليا فيها.
أثبتت الإستراتيجية فعاليتها وبحلول فبراير 1950 كان فون بولشفينغ يعمل لصالح فرع وكالة المخابرات المركزية في بولاخ، ويعمل تحت الاسم الحركي Unrest "اضطرابات". كما حصل أيضًا على تمويل أمريكي وافر من أجل إنشاء جهاز استخبارات آخر أصغر حجمًا وأكثر سرية في ألمانيا الغربية يهدف إلى العمل بالتوازي مع منظمة غيلين. ,أثناء استمرارها في توجيه تسلل عملاء وكالة المخابرات المركزية إلى أوروبا الشرقية التي يسيطر عليها الشيوعيون، قامت مجموعة فون بولشفينغ أيضًا بمراقبة تصرفات وأفراد منظمة غيلين سرًا بحثًا عن عدم الولاء أو الاختراق المحتمل من قبل المخابرات السوفيتية، وأبلغت النتائج التي توصلت إليها إلى الرعاة الأمريكيين.

### الغطاء المخابراتي
خلال هذه الفترة كانت معرفة وكالة المخابرات المركزية بتفاصيل الماضي النازي لفون بولشفينغ محدودة.و كان أحد أسباب ذلك هو حذر فون بولشفينغ بشأن هذا الموضوع. وفي اتصالاته مع مسؤولي وكالة المخابرات المركزية، اعترف فون بولشفينغ بأنه كان عضوًا في كل من الحزب النازي وقوات الأمن الخاصة، لكنه أرجع انتماءاته النازية إلى معارضته القوية للشيوعية السوفييتية، واعتقاده بأن الحركة النازية كانت وسيلة المقاومة الفعالة في ذلك الوقت. وأنه انضم للحزب النازي بسبب مصلحته الشخصية للحفاظ على ثروته ومكانته.
وفي سبتمبر 1949، قدم فون بولشفينغ سيرته الذاتية إلى وكالة المخابرات المركزية، والتي ذكرت بشكل مقتضب السنوات الثلاث التي قضاها في مكتب الشؤون اليهودية. وأيضا فإن تقرير فحص الخلفية التفصيلي عن فون بولشفينغ، الذي قدمه كريتشفيلد أثناء تقييمه لبولشفينغ لتحديد إمكانية قبوله في وكالة المخابرات المركزية، قد حذف تمامًا أي معلومات حول تورطه مع القسم اليهودي Judenreferat أو ارتباطه بأدولف أيخمان. ولم يبذل المسؤولون الأمريكيون أي جهد لملء الفجوات في أي من الوثيقتين.
وحتى بدون معلومات أيخمان، كان هناك ما يكفي من المعلومات عن ماضي فون بولشفينغ البغيض، حتى أدركت وكالة المخابرات المركزية أن أي كشف عن عمله لصالحهم من شأنه أن يشكل إحراجًا خطيرًا. وكان ارتباطه بمذبحة بوخارست وإيواء قادة الحرس الحديدي معروفًا على نطاق واسع. وكان تعامل الولايات المتحدة مع مثل هذه الشخصية سيئة السمعة سببًا للاستياء بين بعض مسؤولي وكالة المخابرات المركزية.
وأجبرت مقتضيات سياسات الحرب الباردة وكالة المخابرات المركزية على الحفاظ على علاقتها مع فون بولشفينغ على الرغم من هذه المخاوف.
وأصبحت الأمور أكثر تعقيدًا بالنسبة لفون بولشفينغ ورعاته الأمريكيين في عام 1950 عندما بدأت وزارة الداخلية النمساوية في الاستفسار عن وجود ضابط سابق في قوات الأمن الخاصة في بلادهم. وفي ذلك الوقت، لم يكن فون بولشفينغ مواطنًا نمساويًا، ولم يدفع الضرائب مطلقًا، وكان لا يزال ينتظر قرار محكمة إزالة النازية رسميًا. واستمر فون بولشفينغ في إنكار أنه كان عضوًا نشطًا في الحزب النازي أو قوات الأمن الخاصة، مما دفع المسؤولين النمساويين إلى مطالبة سلطات الاحتلال الأمريكية في ألمانيا بتزويدهم بأي وثائق كانت لديهم فيما يتعلق بأنشطته وارتباطاته في زمن الحرب. ومع ذلك، كان كريتشفيلد وضباط وكالة المخابرات المركزية في بولاخ على علم بأن سجلات موظفي قوات الأمن الخاصة التابعة لفون بولشفينغ، والموجودة في مركز وثائق برلين (BDC)، لن تدحض بسهولة ادعاءات عميلهم فحسب، بل ستكشف أيضًا مهامه السابقة مع مكتب أمن الرايخ وعلاقته بمذبحة بوخارست، مما سيشكل فضيحة كبرى للوكالة.
وبدعم من ريتشارد هيلمز، رئيس العمليات الألمانية لوكالة المخابرات المركزية في واشنطن، تغلب كريتشفيلد على اعتراضات رئيس فرع الوكالة في برلين بيتر سيشيل وقام بإزالة ملفات التجريم من مركز وثائق برلين. وفي برقية إلى رؤساء أفرع وكالة المخابرات المركزية في برلين وكارلسروه، برر هيلمز تصرفاته هو وكريتشفيلد من خلال التأكيد على أنه كان من الضروري الحفاظ على قدرة فون بولشفينغ على مواصلة عمله في الوكالة دون عوائق. وعلى الرغم من هذا التأكيد الواضح على الثقة، فإنه وبحلول منتصف عام 1951، كان كل من هيلمز ووكالة المخابرات المركزية في بولاخ قد استاءوا من فون بولشفينغ والنتائج المتواضعة لشبكته الاستخباراتية، بنفس الطريقة التي كانت بها نتائجه مع منظمة غيلين في عام 1949. وفي مذكرة داخلية، انتهى كريتشفيلد إلى أن فون بولشفينغ لن يتطور أبدًا إلى عميل من الدرجة الأولى.
ونقل كريتشفيلد مسؤولية فون بولشفينغ وشبكته إلى قاعدة عمليات وكالة المخابرات المركزية في زالتسبورغ. وعلى الرغم من ضعف أدائه، فإنه ترقى إلى منصب العميل الرئيسي للوكالة في النمسا في يناير 1952. وتم تكليفه مرة أخرى بمهمة إنشاء شبكة لجمع المعلومات الاستخبارية، هذه المرة في تشيكوسلوفاكيا. لكن النتائج كانت متواضعة على خلاف عملياته السابقة في رومانيا. وبحلول أوائل عام 1953، وبعد مرور عام على عقدها مع فون بولشفينغ، قررت وكالة المخابرات المركزية في النمسا إغلاق الشبكة الرومانية بشكل دائم. وبذلك، انتهت مهنة فون بولشفينغ كعميل استخبارات بشكل أساسي.

## الهجرة إلى الولايات المتحدة
في يوليو 1953 أوصى الفرع النمساوي لوكالة المخابرات المركزية المقر الرئيسي في واشنطن بمنح فون بولشفينغ الجنسية الأمريكية حتى يتمكن من استئناف عمله في النمسا كضابط مخابرات رسمي لوكالة المخابرات المركزية. ومع ذلك رفض مقر وكالة المخابرات المركزية فكرة الاستمرار في توظيف فون بولشفينغ وكان حريصًا على قطع العلاقات معه. وأيد هذا القرار المؤيد السابق لفون بولشفينغ، وهوجيمس كريتشفيلد رئيس فرع بولاخ، الذي أصبح الآن ينظر إلى فون بولشفينغ على أنه محتال.
وعلى الرغم من أن وكالة المخابرات المركزية لم تكن راغبة في الاستمرار في توظيف فون بولشفينغ كعميل، إلا أنها وافقت على إحضاره إلى الولايات المتحدة، كمكافأة على "خدمته المخلصة الطويلة للمخابرات الأمريكية". وقد كان إحضاره للولايات المتحدة مهمة معقدة وطويلة لأن عضوية فون بولشفينغ في الحزب النازي وقوات الأمن الخاصة جعلته غير مؤهل للحصول على تأشيرة، ناهيك عن الجنسية. ولتجنب ذلك، اعتمد فون بولشفينغ بشدة على خدمته القصيرة مع المقاومة النمساوية في تعاملاته مع مسؤولي الهجرة الأمريكيين وصور سجنه في الفترة من 1942 إلى 1943 على يد الغستابو، لدوره في ثورة الفيلق، على أنه ناتج عن معارضته للنظام النازي. وفي وثيقة تم تقديمها لدعم محاولته للهجرة، أكد فون بولشفينغ بلا خجل أنه لم يكن على قائمة رواتب قوات الأمن الخاصة أو الحزب النازي.
وعلى الرغم من ذلك، لم تبذل وكالة المخابرات المركزية أي جهد لإخفاء انتماءات فون بولشفينغ النازية، معترفة بعدم جدوى ذلك. ومع ذلك، فقد كلفت فرع أوروبا الشرقية التابع لها بتنسيق تحركات فون بولشفينغ مع دائرة الهجرة والجنسية (INS). كما أن الوكالة بذلت جهودًا كبيرة للتحايل على التحقيقات الروتينية المتعلقة بالشخصية والتي تجريها وزارة الخارجية على المواطنين الأمريكيين المحتملين. وزودت مصادر وكالة المخابرات المركزية في النمسا فون بولشفينغ بتقارير الشرطة والجيش المزورة التي لم تحتوي على معلومات سلبية حول أنشطته في زمن الحرب. كما قامت أيضًا بتسريع إصدار وثائق السفر لفون بولشفينغ وعائلته، عبر القنصلية الأمريكية في ميونيخ، في أغسطس 1953. وسيتدخل مقر وكالة المخابرات المركزية في واشنطن لاحقًا بشكل مباشر مع دائرة الهجرة والتجنيس، مدعين كذبا أنهم أجروا بالفعل فحوصات الخلفية اللازمة لفون بولشفينغ ولم يعثروا على أي شيء من شأنه أن يمنع دخوله إلى الولايات المتحدة.
وظهرت عقبة كبيرة في أواخر عام 1953، عندما كشفت وكالة المخابرات المركزية في النمسا عن تقارير العملاء أثناء فحص أرشيفاتها. ويحتوي كلا التقريرين على أن فون بولشفينغ عمل بشكل وثيق مع أدولف أيخمان في مكتب الشؤون اليهودية. وتم إجراء اختبار كشف الكذب على فون بولشفينغ حيث سُئل مباشرة عما إذا كان يعرف أدولف أيخمان من قبل. فكذب فون بولشفينغ، مدعيًا أنه التقى برئيسه المباشر السابق في الشرطة الأمنية مرتين فقط. وسجل جهاز كشف الكذب خداعه، لكن الوكالة كانت قد اتخذت قرارها بالفعل. وأصدر مسؤول الاختبار تقريرا يقول فيه أن فون بولشفينغ لم يكن أمينًا إلا فيما يتعلق بـ "نقطة ثانوية".
وأثناء الاستعدادات لرحيله، نصح مسؤولو وكالة المخابرات المركزية في سالزبورغ فون بولشفينغ بأنه على الرغم من معرفة دائرة الهجرة والتجنيس بماضيه النازي، يجب عليه تجنب ذكر أي ارتباط بالحزب أو قوات الأمن الخاصة بعد وصوله إلى الولايات المتحدة. كانت الوكالة تخشى أنه إذا كشف فون بولشفينغ عن عمله السابق لصالح الرايخ الثالث، فإن دائرة الهجرة والجنسية "ستضطر، من أجل حفظ ماء الوجه"  إلى ترحيله، لكن وكالة المخابرات المركزية كانت أيضًا على علم بحقيقة أنه إذا قام بإنكار هذه الانتماءات تمامًا في إطار رسمي، فقد يؤدي ذلك أيضًا إلى مخاطر قانونية محتملة.
وفي يناير 1954 غادر فون بولشفينغ مع زوجته وابنه جنوة بإيطاليا على متن سفينة عابرة للمحيط هي إس إس أندريا دوريا المتجهة إلى مدينة نيويورك، تحت اسم مستعار هو ألبرت دي آيزنر نقيب بالجيش الأمريكي، وهي هوية وهمية قدمتها له وكالة المخابرات المركزية. وبعد وصولهم في 2 فبراير، تمت استضافة العائلة في منزل ضابط استخبارات عسكرية سابق في بوسطن كان يعمل سابقًا مع فون بولشفينغ في أوروبا. وبعد أن أحضرته إلى الولايات المتحدة فيما اعتبرته مكافأة لخدمته، أنهت وكالة المخابرات المركزية علاقتها مع فون بولشفينغ، وأمرته بقطع جميع العلاقات وعدم الاتصال بالوكالة إلا في حالة "حالة طوارئ خطيرة" أو بعبارة أخرى "حالة حياة أو موت".

## الحياة في أمريكا
وفي الولايات المتحدة سرعان ما وجد فون بولشفينغ عملاً كفني كهربائي في محطة كهرباء تديرها شركة جنرال إلكتريك. واستخدم مهارته في اللغات ومعرفته بالتجارة الدولية لتأسيس عمل مربح في القطاع الخاص. وفي عام 1955عُين فون بولشفينغ كمتخصص في الضرائب والتجارة الخارجية في شركة الأدوية وارنر لامبرت ومقرها نيوجيرسي. وبحلول عام 1957، كان يعمل كمساعد رئيسي لمدير العمليات الدولية ويقدم الاستشارات في العديد من مشاريع شركة وارنر لامبرت في أوروبا الغربية، وكان يسافر إلى هناك عدة مرات في أعمال الشركة.
وبنى فون بولشفينغ علاقات اجتماعية ومهنية مع الأشخاص المؤثرين. وخلال الفترة التي قضاها في شركة وارنر لامبرت شملت هذه العلاقات الرئيس التنفيذي للشركة إلمر هولمز بوبست، والرئيس الفخري لمجلس إدارة الشركة وحاكم ولاية نيو جيرسي السابق ألفريد إي دريسكول.
وفي عام 1959، تقدم فون بولشفينغ بطلب للحصول على الجنسية الأمريكية، بعدما حذف عضويته في الحزب النازي وقوات الأمن الخاصة من الطلب، على الرغم من أنه كان ملزمًا قانونًا بالكشف عن هذه الانتماءات بموجب قانون الولايات المتحدة وقد طلبت منه وكالة المخابرات المركزية القيام بذلك. وتم منح فون بولشفينغ الجنسية في وقت لاحق من ذلك العام. وبعد أن أصبحت وضعه كأمريكي آمن الآن، واصل فون بولشفينغ مسيرته المهنية في الحكومة والسياسة. فمن خلال علاقاته مع بوبست ودريسكول، أقام فون بولشفينغ علاقات مع الحزب الجمهوري في نيوجيرسي.
وتعقدت الأمور بالنسبة لفون بولشفينغ في مايو 1960 عندما اختطف عملاء الموساد أدولف أيخمان في الأرجنتين. وتم بعد ذلك تهريب أيخمان إلى دولة إسرائيل ليواجه المحاكمة، والإعدام في نهاية المطاف، لدوره في ارتكاب الهولوكوست. وتوقع فون بولشفينغ أنه سيتم ذكر اسمه أثناء محاكمة أيخمان، وكان يخشى أن يكشف أي تحقيق جديد عن دوره في اضطهاد وقتل اليهود الأوروبيين في عهد النازيين. واتصل فون بولشفينغ بمسؤوليه السابقين في وكالة المخابرات المركزية، مدعيًا أنه يخشى اختطافه من قبل السلطات الإسرائيلية بسبب علاقته بأيخمان وطلب حمايتهم. وقد فاجأ هذا موظفي مكافحة التجسس في وكالة المخابرات المركزية، الذين لم يكونوا على علم بتورط فون بولشفينغ في مكتب الشؤون اليهودية؛ فبدأوا تحقيقاتهم الخاصة لتحديد مدى خطورة إيواء الوكالة لمجرم حرب مزعوم.
ومع استمرار محاكمة أيخمان، نجحت جهود فون بولشفينغ في الحصول على منصب حكومي في الولايات المتحدة. وفي عام 1961، تم ترشيحه من قبل وزارة الخارجية الأمريكية للعمل كممثل لإدارة التعاون الدولي (سلف الوكالة الأمريكية للتنمية الدولية ) في نيودلهي في الهند. وبحلول هذا الوقت، كشف تحقيق وكالة المخابرات المركزية في ارتباط فون بولشفينغ بأيخمان عن معلومات كانت الوكالة حريصة على إخفائها. وفي اجتماع مع مسؤولي وكالة المخابرات المركزية، أُبلغ فون بولشفينغ أن عدم أمانته في طلب الجنسية الذي قدمه في عام 1959 كان سببًا لاتخاذ إجراء قانوني ضده وأن وكالة المخابرات المركزية ملزمة بإبلاغ وزارة العدل الأمريكية بخداعه، مما أدى إلى احتمال تسليمه إلى ألمانيا الغربية. وحرصًا منها على تجنب الإحراج السياسي الذي قد يترتب على ذلك، عرضت الوكالة الاستمرار في حماية فون بولشفينغ من الملاحقة القضائية مقابل سحب ترشيحه للمنصب في الهند. وقبل فون بولشفينغ هذا الترتيب ووافق على أن يقتصر عمله على القطاع الخاص. وأصدرت وكالة المخابرات المركزية توجيهًا تنصح فيه رؤساء محطاتها في ألمانيا الغربية بأنه على الرغم من أن فون بولشفينغ سيقوم برحلات منتظمة إلى البلاد، إلا أنه كان يفعل ذلك كمواطن عادي وليس كممثل للوكالة.
ولم تؤثر هذه النكسة سلبًا على مسيرة فون بولشفينغ المهنية. فبحلول عام 1963 انتقل هو وعائلته إلى بوسطن، حيث عمل كمدير تنفيذي لشركة كابوت، وهي شركة كيميائية متخصصة تبلغ قيمتها مليارات الدولارات. وعين من قبل رئيس الشركة توماس دودلي كابوت، ليكون المدير المالي للشركة التابعة في ألمانيا الغربية. وبهذه الصفة، لعب فون بولشفينغ دورًا أساسيًا في الحصول على تمويل من البنك الوطني الأول في بوسطن لتطوير مجمع صناعي بقيمة 50 مليون دولار في فرانكفورت في ألمانيا الغربية مخصص لإنتاج المركب الكيميائي أسود الكربون. وخلال هذا الوقت حافظ فون بولشفينغ أيضًا على امتلاك مشروع جانبي مربح لاستيراد النبيذ من أمريكا الجنوبية.

## فضيحة تي سي آي
في مارس 1969عُين فون بولشفينغ مستشار أعمال من قبل شركة تي سي آي للاستثمار Trans-International Computer Investment Corporation (TCI)، للاستفادة من علاقاته واتصالاته التجارية الدولية الواسعة. وتمتلك شركة TCI حصة مسيطرة في العديد من الشركات التابعة الموجودة في وادي السيليكون والتي تشرف على تطوير شبكات الكمبيوتر كبيرة الحجم للشركات بالإضافة إلى أنظمة الملاحة لناقلات النفط التي تستخدم الاتصالات عبر الأقمار الصناعية. وتضمنت محفظة الشركة أيضًا عقودًا سرية متعددة مع وزارة الدفاع الأمريكية تتعلق بالتطبيقات العسكرية المحتملة لتكنولوجيا الأقمار الصناعية.
وبمجرد وصوله وإقامته في سكرامنتو وعمله لدى شركة تي سي آي، واصل فون بولشفينغ تنمية العلاقات مع الشخصيات التجارية والسياسية، وكان أبرزهم:
- محامي شركة سان فرانسيسكو وقاضي محكمة الاستئناف الأمريكية، ويليام نيوسوم (والد حاكم ولاية كاليفورنيا الحالي، جافين نيوسوم )
- مطور الطيران والمدير التنفيذي لشركة فيرتشايلد للطيران إيمانويل فتيناكيس
- هيلين فون دام، السكرتيرة الشخصية لحاكم كاليفورنيا آنذاك رونالد ريغان.
- الملياردير المحسن جي بول جيتي جونيور، وريث ثروة عائلة جيتي النفطية.

وكان جيتي عضوًا في مجلس إدارة شركة تي سي آي. وسهّلت علاقة جيتي تعيين فون بولشفينغ في منصب رئيس الشركة في عام 1970.
انقلب نجاح فون بولشفينغ رأسًا على عقب في وقت لاحق من ذلك العام بعد التحقيق في الاحتيال في شركة تي سي آي، من قبل هيئة إدارة الشركات في كاليفورنيا.توتم اتهام العديد من المساهمين الرئيسيين في الشركة بتجميع أسهمهم وبيعها لصغار المستثمرين، وهو عمل أصبح غير قانوني بموجب قانون عام 1968 الذي يتطلب تسجيل جميع مبيعات الأوراق المالية. وعلقت إدارة الشركات تداول أسهم الشركة، وتم استنكار الفضيحة التي تلت ذلك من قبل مكتب المدعي العام لمقاطعة ساكرامنتو باعتبارها أكبر عملية احتيال في الأسهم في تاريخ كاليفورنيا.
وفي حين ستتم محاكمة العديد من أكبر المساهمين في الشركة فيما يتعلق بالمخطط، لم يكن فون بولشفينغ متورطًا واحتفظ بمنصبه كرئيس. لم تنجح جهوده لوقف التدهور السريع للشركة في أعقاب الفضيحة، وانهارت شركة تي سي آي في النهاية، وأشهرت إفلاسها في عام 1971.

## أواخر حياته
بعد انهيار شركة تي سي آي استمر فون بولشفينغ في الإقامة في منطقة سكرامنتو. وفي عام 1978، انتحرت زوجته بعد معاناة طويلة مع المرض، وفي واشنطن، بدأت دائرة الهجرة والجنسية تحقيقًا رسميًا في مجرمي الحرب النازيين المشتبه بهم المقيمين في الولايات المتحدة، بعد ضغوط من اللجنة القضائية بمجلس النواب الأمريكي. ومن بين الأهداف الأولى للتحقيق الفيدرالي كان فاليريان تريفا، أحد أعضاء الحرس الحديدي الذين لجأ إليهم فون بولشفينغ بعد فشل تمرد يناير 1941.
وأدى التحقيق في قضية تريفا في النهاية إلى وصول محققي إدارة الهجرة إلى فون بولشفينغ، الذي قرروا أنه كذب بشأن انتماءاته النازية السابقة في طلبه للحصول على الجنسية، وهي حقيقة جعلته عرضة للترحيل من الولايات المتحدة. بدأ التحقيق في حالة هجرة فون بولشفينغ وأنشطته في زمن الحرب بسبب اعتراضات وكالة المخابرات المركزية، التي ادعت أن التحقيق يمكن أن يضر بالوكالة. ونفى فون بولشفينغ أنه كان عضوًا في قوات الأمن الخاصة أو الحزب النازي، لكنه اعترف بأنه ساعد في هروب قيادة الحرس الحديدي.
وفي سبتمبر 1979 تم نقل التحقيق الفيدرالي مع فون بولشفينغ من دائرة الهجرة والتجنيس إلى مكتب التحقيقات الخاصة (OSI)، وهي وحدة متخصصة تابعة لوزارة العدل الأمريكية مكرسة لتحديد وطرد النازيين السابقين والمتعاونين مع النازيين الذين يعيشون في الولايات المتحدة. وفي أوائل عام 1980 كشف الصياد النازي سيمون فيزنتال عن وجود فون بولشفينغ في الولايات المتحدة لوسائل الإعلام الدولية. فأسقطت وكالة المخابرات المركزية كل معارضتها للقضية المرفوعة ضد فون بولشفينغ.
وتم عزل فون بولشفينغ من قبل مكتب التحقيقات الخاصة (OSI) في فبراير 1981. وتحت القسم اعترف بانتمائه النازي السابق، لكنه أكد أن وكالة المخابرات المركزية طلبت منه إخفاء ذلك الانتماء. وأكد محاموه أن هذا الادعاء أبطل القضية ضد موكلهم وأعلنوا أنهم سيحاربون ضد إسقاط الجنسية في المحكمة. ومع ذلك، قدم مدير المكتب ألان أ. رايان الابن دعوى تتضمن ثلاث تهم ضد أوتو فون بولشفينغ إلى المحكمة الجزئية الأمريكية للمنطقة الشرقية من كاليفورنيا في مايو 1981.
وبحلول هذا الوقت، كان فون بولشفينغ مريضًا بشكل خطير. وأثارت حالته المتدهورة شكوكًا جدية حول أهليته للمثول أمام المحكمة، ولذلك أبرم مدير المكتب ألان رايان اتفاقية تسوية قضائية للإقرار بالذنب مع محامي فون بولشفينغ.
وبموجب شروط هذه التسوية، اعترف فون بولشفينغ علنًا بأنه كذب بشأن عضويته في الحزب النازي وقوات الأمن الخاصة والمكتب الرئيسي لأمن الرايخ، ولكن لم يُطلب منه الكشف عن تورطه مع أدولف أيخمان أو مكتب الشؤون اليهودية أو مذبحة بوخارست.. كما وافق فون بولشفينغ أيضًا على أنه لن يعترض على خسارته للجنسية الأمريكية، في حين قرر مكتب التفتيش المفتوح أنه لن يحاول ترحيله، نظرًا لحالته الصحية السيئة. وتم تأييد اتفاق الإقرار بالذنب من قبل المحكمة الجزئية الأمريكية في سكرامنتو في 22 ديسمبر 1981.

## وفاته
وتوفي أوتو فون بولشفينغ في دار لرعاية المسنين في كارمايكل في كاليفورنيا بعد عشرة أسابيع في 7 مارس 1982. وكان عمره 72 سنة. ويظل فون بولشفينغ أعلى مجرم حرب نازي تمت محاكمته على الإطلاق من قبل مكتب التحقيقات الخاصة.